# Área silvestre de Walpole
El área silvestre de Walpole (también llamada Walpole Wilderness o WW para abreviar) es un área administrativa entre Manjimup y Albany en el sur de Australia Occidental, Australia. Tenía una extensión de 3.633 km² (en 2008) e incluye numerosos parques nacionales, así como otras zonas protegidas en esta zona.
El principio rector del área silvestre de Walpole es preservar los antiguos bosques de Jarrah, Karri y Red Tingle con su biodiversidad de animales y plantas endémicas.
| Nombre                                         | Categoría                           | Área (ha) |
| ---------------------------------------------- | ----------------------------------- | --------- |
| Parque nacional Walpole-Nornalup               | Parque nacional                     | 19.447    |
| Parque nacional del Monte Frankland            | Parque nacional                     | 37.359    |
| Parque nacional Shannon                        | Parque nacional                     | 52.598    |
| Parque nacional del Norte del Mounte Frankland | Parque nacional                     | 22.053    |
| Parque nacional del Sur del Mounte Frankland   | Parque nacional                     | 42.283    |
| Parque nacional del Monte Roe                  | Parque nacional                     | 127.726   |
| Parque nacional del Monte Lindesay             | Parque nacional                     | 39.541    |
| Otras Áreas                                    | Bosque Estatal de Áreas Recreativas | 22.326    |
| Total                                          |                                     | 363.333   |